# Пандора (картина Уотерхауса)
«Пандора» (англ. Pandora) — картина английского художника Джона Уильяма Уотерхауса, написанная в 1896 году. Изображает персонаж древнегреческой мифологии Пандору, открывающую подаренный Зевсом ящик с несчатьями и бедствиями человечества. Полотно находится в частной коллекции.

## Сюжет и описание
Легенда о Пандоре описана в поэме древнегреческого поэта Гесиода «Труды и дни» («Рассказ о Прометее и Пандоре»), а также в его «Теогонии». В мифе Пандора изображается как первая женщина на земле, созданная из земли Гефестом и Афиной с помощью всех богов по приказу Зевса в ответ на потерю небесного огня, который Прометей украл у богов и передал людям. В мифологии катастрофическое любопытство Пандоры, которая открыла подаренный Зевсом сосуд (позже ошибочно названный ящиком) и выпустила из него все несчастья и бедствия, является причиной падения человека из-под благодати и расположения богов. С этим закончился Золотой век невинности и счастья человечества и наступили времена, в которых появились старость, болезнь, страсть, бедность.
На картине запечатлена знаменитая история о Пандоре, открывшей свой ящик. Деревья на заднем плане помогают создать особую атмосферу, в которой эта молодая женщина осторожно открывает красиво сделанную коробку. Позади неё находится небольшой пруд, который стекает до её уровня, подчёркивая спокойную обстановку без отвлекающих факторов. Художник хотел, чтобы взгляд зрителя не отвлекался от главного предмета картины. Бледная кожа женщины, как у большинства муз Уотерхауса, подчёркивает её чистоту и уязвимость. На картине художник уделяет большее внимание самой Пандоре, а не ящику как во многих других художественных интерпретациях этой легенды.